# Ángel Darío Colla
Colla  Toledo est un nom espagnol. Le premier nom de famille, en général paternel, est Colla ; le second, en général maternel, souvent omis, est Toledo.
Pour les articles homonymes, voir Colla.
Ángel Dario Colla Toledo (né le 8 septembre 1973) est un coureur cycliste argentin. Concourant sur route et sur piste, il a été champion d'Argentine sur route (2004) et deux fois médaillé d'argent du scratch aux championnats du monde de cyclisme sur piste (2006 et 2009).

## Repères biographiques
Âgé de moins de dix-neuf ans, Ángel Colla participe à la poursuite par équipes des Jeux olympiques de Barcelone avec sa sélection nationale.
Bon sprinteur, il est l'un des meilleurs sprinteurs argentin sur les courses du calendrier local en Argentine. 

## Palmarès
| - 1998 - 8e étape du Tour d'Uruguay - Grand Prix Campagnolo - Criterium de Apertura - 2000 - 3e et 6e étapes de la Doble Bragado - Grand Prix Campagnolo - 2e étape de la Doble San Francisco-Miramar - Criterium de Apertura - Vuelta Leandro N. Alem - 2001 - 7e et 9e étapes du Tour du Chili - Grand Prix Campagnolo - 2e du Criterium de Apertura - 2002 - 2e et 5e étapes du Tour du Chili - Doble Bragado : - Classement général - 3e étape - 2003 - Prologue du Tour de San Juan - 1re, 4e et 5eb étapes de la Doble Bragado - 2e du Criterium de Apertura - 2004 - Champion d'Argentine sur route - 4e et 6e étapes de la Doble Bragado - 7e étape du Tour d'Uruguay - 2005 - Doble San Francisco-Miramar : - Classement général - 1re et 2e étapes | - 2006 - Prologue, 2e et 5e étapes du Giro del Sol San Juan - 1re, 4e et 5e étapes de la Doble Bragado - 2e étape de la Doble San Francisco-Miramar - Grand Prix Campagnolo - 2007 - 3e étape du Tour de San Juan - 1re étape du Tour de San Luis - Doble Bragado : - Classement général - 1re, 2e et 6eb étapes - 2008 - 3e et 4e étapes du Tour de San Juan - Revancha de la Doble - Prologue (contre-la-montre par équipes), 4e et 7e étapes de la Doble Bragado - Grand Prix Campagnolo - 3e de la Doble Bragado - 2009 - Doble Viale : - Classement général - 3e étape - 2e du Grand Prix Campagnolo - 2010 - 1re, 3e et 4e étapes de la Doble Bragado - 2011 - 1re, 3e, 6eb et 7e étapes de la Doble Bragado - 1re, 2e, 5e et 8e étapes du Tour de Mendoza |

## Palmarès sur piste

### Jeux olympiques
- Barcelone 1992
  - 17e de la poursuite par équipes[2].
- Atlanta 1996
  - 17e du kilomètre[3].

### Championnats du monde
- Bogota 1995
  - Quart de finaliste de la vitesse par équipes (avec Flavio Guidoni et José Lovito)[4].
  - 9e du kilomètre[5].

- Bordeaux 2006
  -  Médaillé d'argent de la course scratch.

- Pruszkow 2009
  -  Médaillé d'argent de la course scratch.

- Melbourne 2012
  - 8e de la course scratch[6].

- Minsk 2013
  - Abandon dans la course scratch[7].

### Coupe du monde
- 2005-2006
  - 1er de l'américaine à Los Angeles (avec Walter Pérez)

- 2009-2010
  - 1er du scratch à Cali

- 2011-2012
  - 2e du scratch à Astana

### Jeux panaméricains
- Saint Domingue 2003
  -  Médaillé d'argent de la poursuite par équipes

### Championnats panaméricains
- Curicó 1994
  -  Médaillé d'or de la poursuite par équipes (avec Walter Pérez, Edgardo Simón et Sergio Giovachini).
  -  Médaillé d'argent du kilomètre.
- Tinaquillo 2004
  -  Médaillé d'or du scratch.
- Mar del Plata 2005
  -  Médaillé d'or du scratch.
- São Paulo 2006
  -  Médaillé d'argent du scratch.
- Montevideo 2008
  -  Médaillé d'or du scratch.
  -  Médaillé de bronze de l'omnium.
- Mexico 2009
  -  Médaillé d'argent du scratch.
  -  Médaillé de bronze de l'omnium.
- Medellín 2011
  -  Médaillé de bronze du scratch.

### Jeux sud-américains
- Medellín 2010
  -  Médaillé d'argent du scratch

### Championnats nationaux
- 1992
  -  Champion d'Argentine du kilomètre
- 1995
  -  Champion d'Argentine du kilomètre
- 1999
  -  Champion d'Argentine du kilomètre
- 2000
  -  Champion d'Argentine du kilomètre
- 2003
  -  Champion d'Argentine de scratch
- 2004
  -  Champion d'Argentine de l'américaine (avec Juan Curuchet)
- 2007
  -  Champion d'Argentine de scratch